# Terre-Natale
Terre-Natale è una località e un comune francese soppresso situato nel dipartimento dell'Alta Marna nella regione del Grand Est.
È stato creato nel 1972 per fusione dei comuni di Champigny-sous-Varennes e Chézeaux con Varennes-sur-Amance. Champigny e Chézeaux avevano lo status di comuni associati.
Il nome Terre-Natale attribuito a questa unione di comuni deriva da un romanzo di Marcel Arland, scrittore nato a Varennes-sur-Amance.
Il 1º gennaio 1986 Champigny-sous-Varennes venne ristabilito come comune indipendente. Il 1º gennaio 2012, anche Chézeaux è tornato indipendente è così è stato ripristinato il comune di Varennes-sur-Amance mentre Terre-Natale ha cessato di esistere.

## Società

### Evoluzione demografica
Abitanti censiti